# Baghdad
A Baghdad az Offspring együttes 1991-ben megjelent kislemeze.

## Dalok
1. Get it Right (egy korai verziója a Get It Right-nak, az Ignition-ról)
2. Hey Joe
3. Baghdad (Tehran átirata az első albumról)
4. The Blurb

## A zenekar
- Dexter Holland – Vokál, Gitár
- Noodles – Gitár
- Greg K. – Basszusgitár
- Ron Welty – Dob

## Egyebek
- Kiadó: Nemesis Records
- Producer: Thom Wilson